# Ella Adaïewsky
Ella Adaïewsky (en russe : Элла (Елизавета) Георгиевна Адаевская, Ella Gueorguievna Adaïevskaïa), née von Schultz le 10 février 1846 (22 février 1846 dans le calendrier grégorien) et morte le 29 juillet 1926, est une compositrice, pianiste et ethnomusicologue russe.
Adaïewsky a composé de la musique vocale (y compris chorale), de la musique de chambre et deux opéras. Elle a également édité un recueil de chansons italiennes et publié des écrits sur la musique populaire et sur la musique de la Grèce antique.

## Biographie
Née à Saint-Pétersbourg le 22 février 1846 sous le nom d'Elisabeth von Schultz, elle est la fille de Georg Julius von Schultz (en). Adaïewsky commence à apprendre le piano dans l'enfance. Elle a eu comme professeurs entre autres Adolf von Henselt, Anton Rubinstein et Alexander Dreyschock. Elle a étudié la composition avec Alexandre Famintsyne (1841–1896) et Nikolaï Zaremba. Adaïewsky est un pseudonyme dérivé des notes A, D, et A jouées par les timbales dans l'opéra Rouslan et Ludmila de Mikhaïl Glinka.
Ses premières œuvres sont composées pour la capella de Saint-Pétersbourg (en). Dans les années 1870, elle compose deux opéras. Le premier, intitulé Neprigojaïa (en) (La Vilaine Fille) est en un acte et est composé en 1873. Le second, plus ambitieux, est intitulé Zarya svobody (en) (L'Aube de la liberté) et date de 1877 ; cet opéra en quatre actes est dédié au tsar Alexandre II mais est censuré. Elle part plus tard en tournée en Europe et s'installe à Venise en 1882. En 1881, elle compose sa Sonate grecque pour clarinette ou violon et piano. En Italie, elle recueille les chansons nationales et, entre autres, celles de la Rhétie en mesures à cinq temps.
En 1911, elle déménage à Neuwied où elle est associée avec le cercle de la poétesse Carmen Sylva. Elle publie de nombreux articles sur la musique populaire.

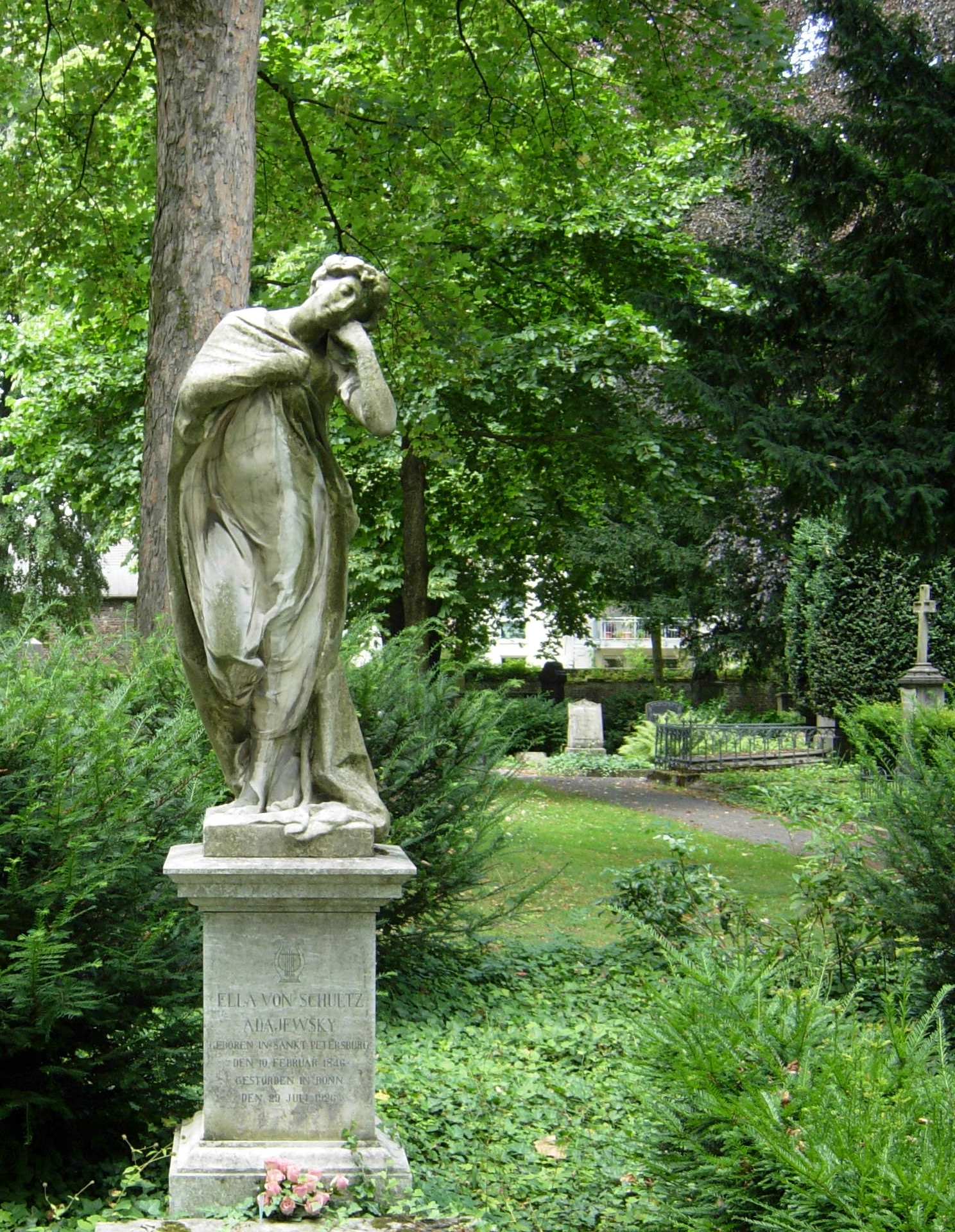
Mémorial sur la tombe d'Adayevskaya par Antonio Dal Zotto

Adaïewsky meurt à Bonn en 1926. Elle est inhumée dans l'ancien cimetière de Bonn (de).

## Œuvres

### Opéras
- Neprigojaïa (La Vilaine Fille), 1873
- Zarya svobody (L'Aube de la Liberté), 1877

### Musique vocale
- Yolka (Le Sapin), cantate, c. 1870
- autres œuvres chorales, chants

### Musique de chambre
- Sonate grecque pour clarinette et piano, 1881
- pièces pour piano